# Heliophanus peckhami
Heliophanus peckhami är en spindelart som beskrevs av Simon 1902. Heliophanus peckhami ingår i släktet Heliophanus och familjen hoppspindlar. Inga underarter finns listade i Catalogue of Life.